# Journée des Nations unies

Drapeau des Nations unies.

La Journée des Nations unies est une journée internationale proclamée en 1947 par l'Assemblée générale des Nations unies. Elle est célébrée tous les 24 octobre et marque l'anniversaire de l'entrée en vigueur de la Charte des Nations unies, le texte fondateur de l'Organisation des Nations unies (ONU).

## Histoire
C'est le 31 octobre 1947, dans sa résolution 168, que l'Assemblée générale des Nations unies fixe la Journée des Nations unies. Cette dernière a pour objectif de « faire connaître les buts et les réalisations de l'ONU aux peuples du monde et à gagner leur appui à l'œuvre de l'ONU ».
Elle est déclarée jour férié international par la résolution 2782 de l'Assemblée générale des Nations unies le 6 décembre 1971. L'Assemblée recommande qu'elle soit célébrée comme telle par tous les États membres de l'ONU.

## Célébrations

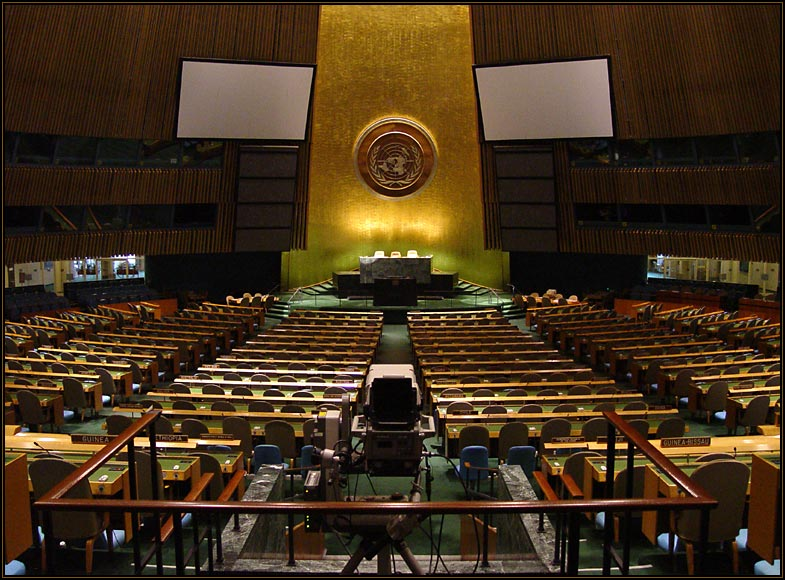
Salle de l'Assemblée générale où a lieu le concert de la Journée des Nations unies.

La Journée est traditionnellement célébrée au siège de l'ONU à New York par un concert dans la salle de l'Assemblée générale, où plusieurs déclarations sont lues par des responsables onusiens comme le secrétaire général des Nations unies et le président de l'Assemblée générale, mais aussi d'autres personnes. D'autres manifestations sont parfois organisées en parallèle, comme des « marches de la paix ».
L'ONU incite également à ce que cette journée soit célébrée dans les écoles, en mettant notamment en avant les objectifs de l'ONU et son organisation, ou encore en présentant la diversité culturelle de l'humanité.